# Eriborus obscurus
Eriborus obscurus là một loài tò vò trong họ Ichneumonidae.